# Probatiomimus zellibori
Probatiomimus zellibori là một loài bọ cánh cứng trong họ Cerambycidae.